# Casa Xatruch
La Casa Xatruch és una obra modernista de la Canonja (Tarragonès) protegida com a Bé Cultural d'Interès Local.

## Descripció
Edifici de tres pisos, amb l'estructuració clàssica del palau: baixos, planta noble i àtic. A la façana, modernista, hi destaca la balconada de la planta noble, que és de forja. També s'hi pot veure encercats de pedra als elements de la façana. A la porta principal, emmarcades en pedra, apareixen les inicials JX (J. Xatruch).